# Nedbränningen av Örkeneds socken

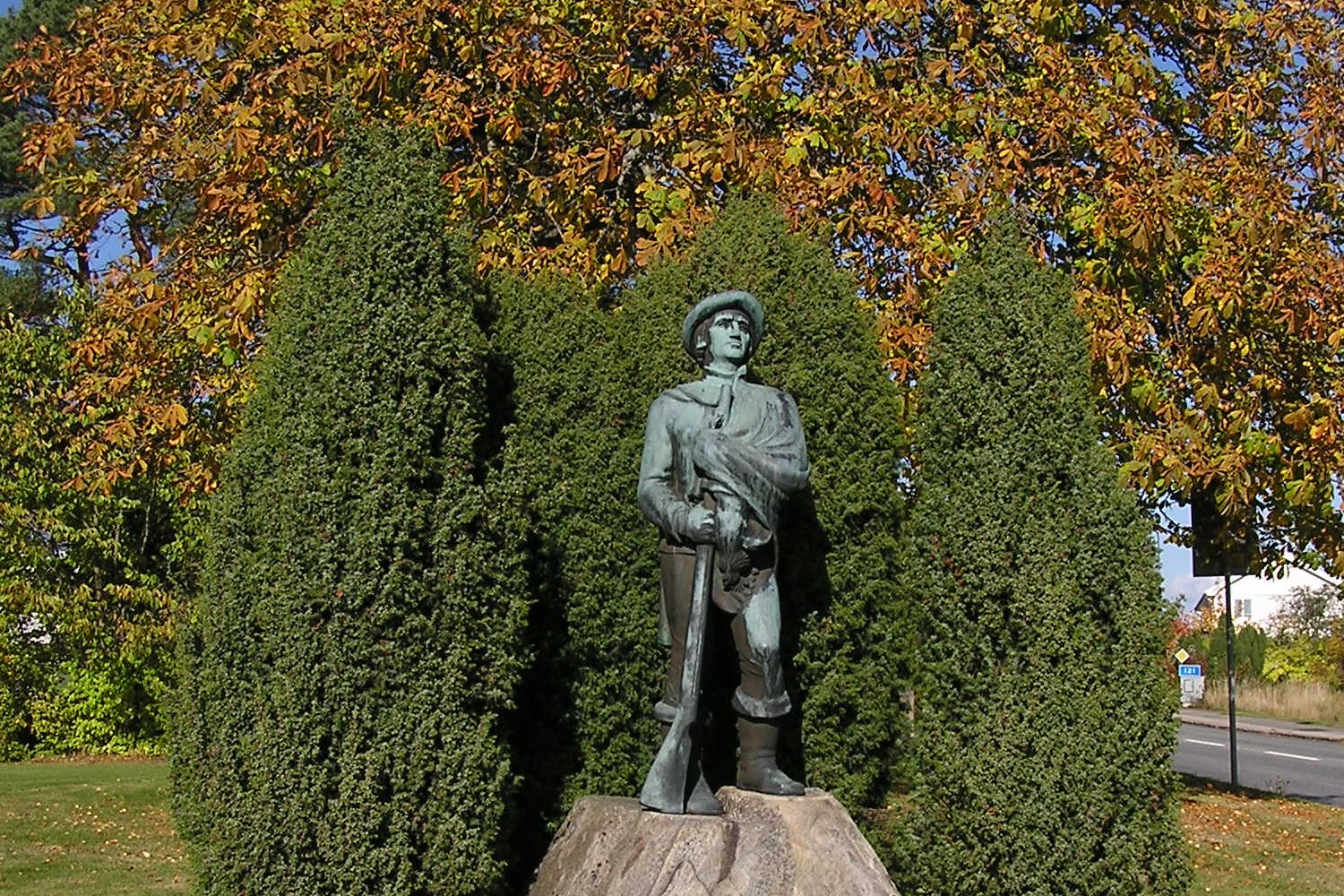
Skulptur i Lönsboda intill vägen mot Loshult, till minne av de svåra tiderna i trakten under 1600-talet.

Nedbränningen av Örkeneds socken beordrades av kung Karl XI den 19 april 1678 som en av många reaktioner på det motstånd som mötte de svenska trupperna från lokalbefolkningen i det skånska kriget 1675–1679.

## Bakgrund
Mot svenskarna i de norra delarna av Skåne opererade dels av danske kungen värvade friskytteförband, dels löst organiserade grupper, båda benämnda snapphanar av svenskarna. De utgjorde en belastning för de svenska försörjningslinjerna. Snapphanarna utgjorde i Örkeneds socken en speciell svårighet för de svenska soldaterna som skulle upprätthålla de svenska försörjningslinjerna. Detta eftersom terrängen i socknen var tätt skogbevuxen och svårnavigerbar för främlingar och icke-inhemska soldater. Befolkningen bedömdes dessutom vara svenskfientlig och misstänktes beskydda snapphanar och friskyttar. Detta speciellt efter en order från den svenske kungen Karl XI om godtyckliga avrättningar av lokalbefolkningen, vilket innebar att invånarnas liv stod på spel, oavsett om de agerade för eller emot de svenska trupperna. Karl XI hade nämligen tidigare givit order att för varje svensk soldat som dräptes på vägarna i Osby och Örkeneds socken skulle 1000 daler (omkring 1,5 miljoner kronor i dagens penningvärde) betalas i böter av invånarna. Dessutom hade kungen givit order om att var tredje man skulle hängas, vare sig bönderna i de närliggande byarna var inblandade eller ej.[källa behövs]
Trots de svepande övergreppen mot lokalbefolkningen, eller kanske just på grund av dessa, avtog inte motståndet. Snapphanefejderna i området kring Osby såväl som i andra delar av Göinge blev en direkt fortsättning på de europeiska bondeupproren. Den 19 april 1678 gavs därför en order med avsikt att lösa problemet med snapphanarna. Ordern lydde att alla gårdar och allt boskap i Örkened socken skulle brännas och att allt mansfolk som kunde bruka ett gevär skulle avrättas.
Karl XI:s order innehåller bland annat följande rader:
När han till Örkenö kommer varest snapphanarna icke allenast lärer hava tagit sitt största retirade utan jämväl mesta rovet förvarat låter han i hela socknen nederhugga allt manskap som kan gevär bära, skonar allenast kvinnkön och barnen, men bränner upp gårdarna sedan boskapen och viktualiepersedlarna äro utburne och salverade. Givandes allt övrigt vad där finnes till skövling. Dock att allt sker med god ordning för att Kungl.M:t:s rätte intention genom flykt icke eftersatt varder.
Ordern var kort att avrätta alla män som kunde hantera ett gevär och bränna ner alla gårdar och plundra allt av värde, inklusive boskap. 

## Nedbränningen
I löjtnant Nils Skyttes dagbok står följande att läsa om operationen.
- 20 april: Fördelte vi oss på tre partier. Överstelöjtnanten gick till Broby, capitain Bratt till Ousby och cap. Cruus stod stilla i Broby.
- 21 april: Stodo vi stilla.
- 22 april: Ryckte vi upp på alla 3 orter tillika att efter order uppbrenna hela Örken socken, hvilka order också lyda att ihjälslå allt mankön emellan 15 och 60 år, och uppbrende jag med mina utcommenderade efter min specification näml. Kärraboda, Röfvatorp, Smålatorp, Månstorp, 2 möllor och ett hus, därtill en gammal bonde caputerades och lågo vi om natten i Lönsboda.
- 23 april: Åter efter specification uppbrende jag med mitt parti Grefveboda, Södra och Norra Hajhult, Trölsatorp, Tjufön, Rumpebo, Kjettebo, Ullshult, Torshult, Hanshult och blev på 2 gårdar när hele Örken avbrend och lågo vi om natten i Lönsboda.
- 24 april: Till Östraby i Oppmanna och 26 april till Kvarteren i Wiby.

Enligt Nils Skytte brändes alltså alla utom två gårdar i socknen. Sentida efterforskningar har dock visat att fyra gårdar klarade sig, dels Hässlehyltan som låg nära smålandsgränsen, vidare Lönsboda och Edema gårdar, som beboddes av fjärdingsmän, och slutligen skonades gården Nybygden eftersom brännartruppen trodde att den låg i Glimåkra socken. Vad gäller dödsoffer nämner Nils Skytte endast ett. Det låga dödstalet berodde på att lokalbefolkningen hade förvarnats och hunnit fly till skogs där de bosatte sig i hyddor tills de säkert kunde återvända och återuppbygga sina gårdar.

## Nutida behandling av händelsen
- De tydliga bevisen i historiska arkiv har inte hindrat den svenske professorn, historikern och författaren Alf Åberg, chef för krigsarkivet, i Den svenska historien, band 5, sida 130, från att göra påståendet: "en hel socken, Örkened, brändes av snapphanarna." [3]

- När den svenska 500-kronorssedeln [4] med Karl XI sattes i omlopp 1985 vägrade företag i Lönsboda, den största orten i Örkeneds socken, att ta emot den nya sedeln i protest.[5]